# Malaya (djur)
För andra betydelser, se Malaya.
Malaya är ett släkte av tvåvingar. Malaya ingår i familjen stickmyggor.

## Arter inomMalaya[1]
- Malaya farquharsoni
- Malaya fraseri
- Malaya genurostris
- Malaya incomptas
- Malaya jacobsoni
- Malaya leei
- Malaya marceli
- Malaya moucheti
- Malaya solomonis
- Malaya splendens
- Malaya taeniarostris
- Malaya trichorostris